# Kesha
Kesha Rose Sebert, més coneguda com a Kesha   (Los Angeles, 1 de març de 1987), també estilitzat Ke$ha, és una cantant i compositora estatunidenca.

## Biografia
Des de petita, Kesha va demostrar aptituds per a la música cantant al cor d'una església. De gran, Kesha col·laborà amb la seua veu a la cançó Right round de Flo Rida i al videoclip de Katy Perry I kissed a girl. Dr. Luke la va fitxar per a treballar per a ell i arribar a l'èxit musical.

## Carrera musical
El seu primer senzill, TiK ToK, llançat en agost de 2009, va ser el número u en onze països. Posteriorment el gener de 2010 va llançar l'àlbum debut, Animal, el qual va debutar en el número u als Estats Units. Els seus següents senzills Blah Blah Blah, amb la col·laboració de 3OH!3, Your Love is My Drug i Take It Off van tenir molt bona recepció. L'àlbum va debutar al número u de la llista Billboard 200 en establir el rècord de major percentatge de quota setmanal digital per un àlbum en el número u. La cançó Blah Blah Blah va arribar al top 10 als Estats Units, Canadà, Austràlia, i Nova Zelanda. El març Animal havia venut un milió de còpies en tot el món amb les seves cançons acumulant vuit milions de descàrregues. El setembre Kesha havia venut més de dos milions d'àlbums a tot el món.
L'octubre de 2010 va llançar We R Who We R, primer senzill del seu primer EP Cannibal, el qual va ser llançat als Estats Units el 22 de novembre de 2010.
El 25 de setembre de 2012 llança el senzill Die Young i el 30 de Novembre el seu segon àlbum d'estudi Warrior.

## Discografia
Àlbums
- 2010: Animal
- 2012: Warrior
- 2017: Rainbow
- 2020: High Road

EP's
- 2010: Cannibal
- 2012: Deconstructed

Senzills
- 2009: Tik Tok
- 2010: Blah Blah Blah
- 2010: Your Love is My Drug
- 2010: Take It Off
- 2010: We R Who We R
- 2011: Blow
- 2012: Die Young
- 2013: C'mon
- 2013: Crazy Kids
- 2014: Timber
- 2017: Praying
- 2019: Raising Hell
- 2019: My Own Dance
- 2019: Resentment